# Vivo X60系列
Vivo X60系列是Vivo分别于2020年底与2021年初发布的手机系列，包括X60、X60 Pro及X60 Pro+。
Vivo X60与X60 Pro搭载了三星猎户座1080芯片，而X60 Pro+则搭载高通骁龙888芯片，屏幕均采用中置挖孔布局。
2021年6月28日在中國市場推出X60系列新款機種vivo X60t Pro+，是X60系列的第6個新成員。與X60 Pro+之間的差異，僅在於X60 Pro+採用3200萬畫素望遠鏡頭，有別於X60t Pro+的1200萬畫素。

## 设计
X60系列沿用了Vivo X50系列的大部分设计，包括前置中置单挖孔全面屏和后置“双色云阶”式摄像头设计，除了X60以外的其他两个型号均采用了“3D曲面屏”，而X60则采用非曲面屏。
X60与X60 Pro均采用AG玻璃工艺，前者提供华彩（Aurora）、微光（White）、原力（Grey/Original Force）三种配色，而后者则只提供“华彩”与“原力”两种配色。X60 Pro+沿用其前代X50 Pro+的皮革材质，提供经典橙（Classic Orange）与深海蓝（Deep Ocean Blue）两种配色。

## 摄像

### 后置相机

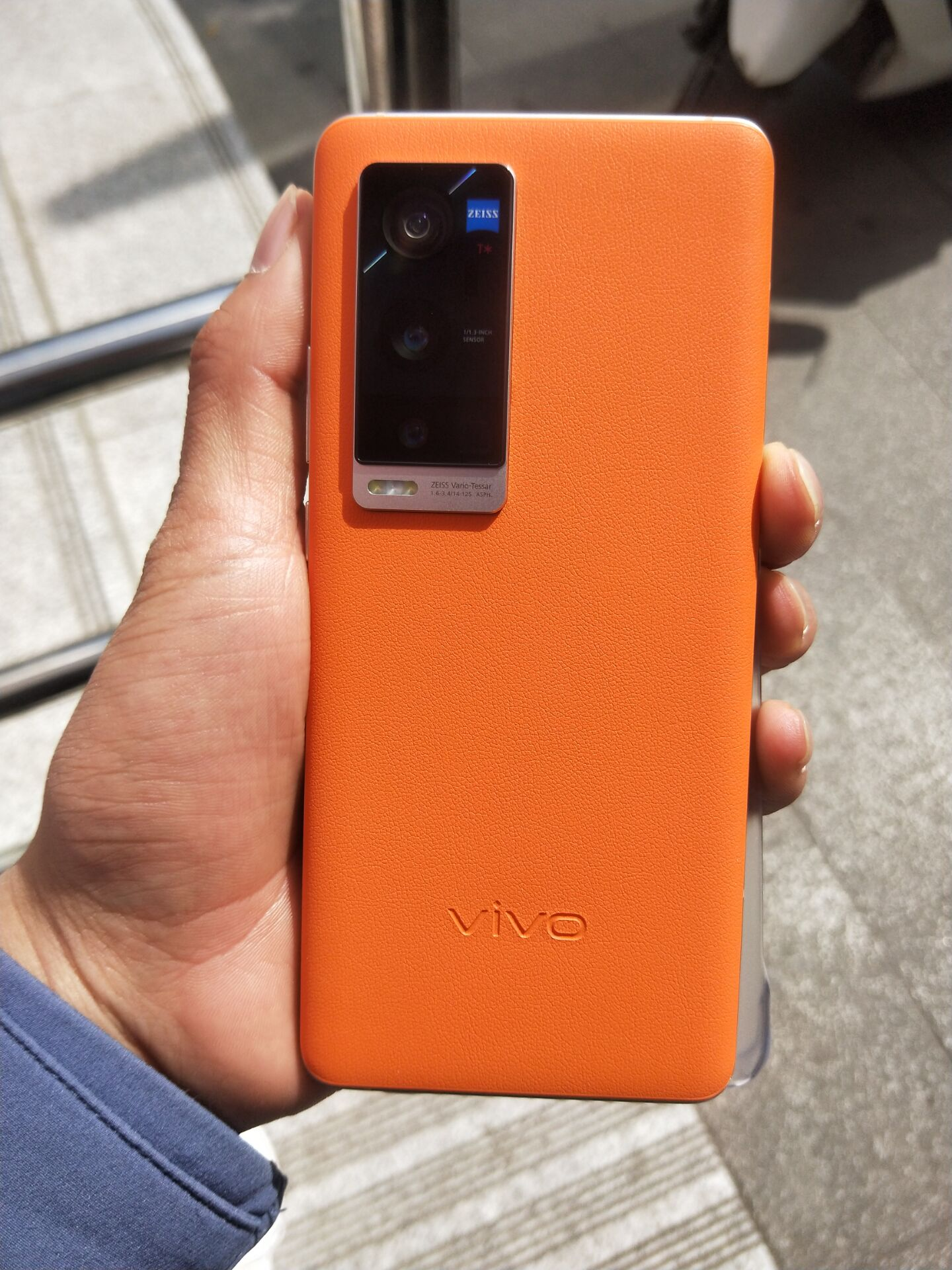
X60 Pro+橙色素皮背板

Vivo X60系列搭载与蔡司公司联合研发的影像系统。
该系列手机主打“微云台”主摄设计，Vivo官方称搭载在X60系列上的微云台是“第二代微云台”，以与其前代X50系列首发的“微云台”技术相区分，其可帮助提升主摄拍照稳定性和视频拍摄稳定性。除X60 Pro+之外的该系列手机主摄均为4800万像素，X60 Pro上还搭载了一颗支持5倍光学变焦的800万像素潜望式长焦镜头。
X60 Pro+则主打“双主摄”设计，其拥有5000万像素三星GN1主摄与4800万像素索尼IMX598主摄。前者主要优势在大光圈，后者则搭载了该系列主打的“微云台”，其亦配备有与X60 Pro同款的潜望式长焦镜头。X60 Pro+的后置镜头模组达到了蔡司T*镀膜标准，蔡司官方称其可提高可见光通过率并降低反射率，减少强光拍摄时鬼影的出现频率。

### 前置相机
X60全系搭载3200万像素前置摄像头。

## 性能与体验
X60与X60 Pro搭载了三星猎户座1080 SoC，该芯片以三星5nm制程工艺制造，拥有基于ARM Cortex-A78和ARM Cortex-A55的8核CPU与10核Mali-G78 GPU。而X60 Pro+搭载了骁龙888 SoC。
X60系列搭载6.56英寸的AMOLED屏幕，分辨率2376x1080，支持120Hz刷新率与240Hz触控采样率，支持屏下光学指纹识别。X60 Pro+使用了线性马达，但其余两款均使用转子马达。
续航与充电方面，X60搭载4300mAh电池，Pro与Pro+则搭载4200mAh电池，除了X60 Pro+支持55W充电外，其余型号支持33W充电。

## 软件
X60系列首发搭载了Vivo的Origin OS 1.0，该系统是Funtouch OS的继任，拥有行为壁纸、“华容道”设计等新理念。